# Strandgeflüster
Strandgeflüster (Originaltitel: Casotto) ist eine italienische Filmkomödie von Sergio Citti aus dem Jahr 1977. Es handelt sich um Cittis ersten abendfüllenden Spielfilm. Eine der Rollen spielt die junge Jodie Foster.

## Handlung
In Lido di Ostia, einem Vorort von Rom, verbringen mehrere Charaktere einen warmen August-Sonntag in einem weiträumigen Strandhaus: Ein Frauen-Volleyball-Team, das von einem kämpferischen Trainer angeleitet wird, ein einsamer englischer Priester mit einem Geheimnis, zwei Freunde, die nach Frauen Ausschau halten, zwei Schwestern, die einen ernsten Versicherungsmann verführen, sowie zwei Liebende, die ihr erstes Rendezvous genießen wollen und ein älteres Paar mit ihrer jungen schwangeren Enkelin Teresina, die versucht, die Vaterschaft ihrem einfach gestrickten Cousin zuzuschreiben.
All diese Protagonisten versuchen ihre Probleme zu lösen oder ihr Ziel zu erreichen, indem sie die Realität entsprechend ihrer eigenen Sicht der Dinge zu beeinflussen versuchen. Abseits des Alltags ist Zeit für Studien sowie für einfallsreiche Aktionen und Gegenaktionen, die jedoch ohne Einfluss auf Endkonstellation bleiben. Am Ende des Tages zwingt ein gewaltiger plötzlicher Regen alle Beteiligten zu einer hastigen Rückkehr in die Großstadt.

## Kritik
Das Lexikon des internationalen Films bezeichnete den Film als „antiquiert wirkende italienische Komödie“.